# Ugo Zannier
Ugo Zannier (Clauzetto, 7 giugno 1913 – Montblanc, 30 dicembre 1938) è stato un militare e aviatore italiano, decorato di Medaglia d'oro al valor militare alla memoria nel corso della guerra civile spagnola.

## Biografia
Nacque a Clauzetto, provincia di Pordenone, il 7 giugno 1913. Dopo aver frequentato la Scuola di ebanisteria presso l'istituto dei Salesiani a Venezia ottenne l'attestato "A" di volo a vela a Pavullo nel Frignano. Il suo primo tentativo di arruolarsi nella Regia Aeronautica, tramite il concorso per allievi sottufficiali piloti, venne frustrato per una insufficienza cardiaca. Dopo avere letto il volume Il Volo a Vela, pubblicato dal proprietario di una ditta costruttrice di alianti con sede a Cantù e, mettendo in pratica il mestiere imparato a Venezia con le istruzioni ed i disegni contenuti nel volume, aggiungendovi alcune proprie idee ed intuizioni, decise di costruire da solo un aliante. A Clauzetto, con l'appoggio da parenti ed amici, ottenne l'uso di un'aula della scuola di disegno al fine di adibirla a laboratorio, non potendo assemblare il velivolo nella soffitta di casa. Analogo aiuto trovò a Campoformido, dove usufruì di materiale tecnico, consigli pratici, assistenza tecnica. Il suo aliante, chiamato "Friuli". Andò inj volo per la prima volta il 31 luglio 1933 nella brughiera di Sequals con lui seduto al posto di pilotaggio.
Non essendo esperto nel pilotaggio, in quanto possedeva solo l'attestato "A", si rivolse all'istruttore di volo a vela di Campoformido, il quale lo portò in quota diverse volte con un velivolo Fiat AS.1, per poi spegnere il motore e, come se fossero stati a bordo di un aliante, gli insegnava i segreti del volo librato ed il modo migliore per atterrare correttamente nel posto precedentemente fissato. La sua attività, per le possibili ricadute belliche, attrasse l'attenzione del generale Alberto Liuzzi che a quel tempo stava addestrando un reparto di alpini rocciatori in Carnia. Liuzzi lo convinse ad effettuare un nuovo volo, che avvenne il 19 novembre 1933, decollando dalla cima del monte Quarnan (1.370 metri), sovrastante Gemona del Friuli,  e atterrando sul luogo prescelto fra Osoppo e Majano.
Assunto poi come disegnatore nel reparto costruzioni aeronautiche della Società Ernesto Breda a Cinisello Balsamo ivi rimase fino a quando non entrò nella Regia Aeronautica per frequentare il corso per allievi sottufficiali di complemento. Già in possesso del brevetto di pilota civile su apparecchio Fiat A.S.1 entrò in aeronautica il 5 aprile 1934 e pochi giorni dopo venne nominato sergente pilota nel Centro aeronautico di Padova. Alla fine del mese di maggio venne inviato a frequentare la Scuola centrale di pilotaggio di Grottaglie, e conseguito il brevetto di pilota militare, passò nel mese di novembre alla Scuola caccia di Aviano e in dicembre fu trasferito al 2º Stormo Caccia Terrestre. Mobilitato per esigenze legate alla guerra d'Etiopia fu destinato all'Aviazione della Cirenaica, sbarcando a Bengasi il 3 ottobre 1935 con la 94ª Squadriglia. Durante la sua permanenza in Cirenaica venne insignito di una medaglia di bronzo al valore aeronautico per avere portato in salvo il suo apparecchio investito da un altro aereo durante una esercitazione acrobatica. Promosso sergente maggiore il 1º dicembre rientrò in Italia nel marzo 1937 e nel luglio dello stesso anno fu inviato al 53º Stormo Caccia Terrestre. Il 5 agosto 1938 ottenne, dietro sua domanda, di partire per la guerra di Spagna assegnato alla Squadriglia Cucaracha in forza a un gruppo da caccia, dove fu promosso maresciallo di terza classe, il 1º dicembre 1938. Cadde in combattimento il 30 dicembre1938 a Maiorca, e fu decorato con la medaglia d'oro al valor militare alla memoria.

### Annotazioni
1. ↑  Al primo volo erano presenti l'onorevole Volpe, l'industriale Brovedani, e il giornalista Grinovero del Popolo del Friuli.
2. ↑  Anche questa volta vi assistette una folla era numerosa, tra cui il generale Liuzzi, che aveva ben contríbuito all'impresa con uomini e mezzi, e l'onorevole Barnaba.

### Fonti
1. 1 2 3 4 5 6 7 8  Combattenti Liberazione.
2. 1 2  Gruppo Medaglie d'Oro al Valor Militare 1965, p. 230.
3. 1 2  Ufficio Storico dell'Aeronautica Militare 1969, p. 116.
4. 1 2 3 4 5 6  Areivoliaeroporti.
5. ↑  Medaglie d'oro al valor militare sul sito della Presidenza della Repubblica